# Bieżuńczanie
Bieżuńczanie, Bieśniczanie, Biełżuczanie, Besunzane (civitates II) – plemię słowiańskie zaliczane do Słowian Zachodnich żyjące nad Nysą Łużycką, prawdopodobnie w okolicach dzisiejszego Zgorzelca. Od wschodu graniczyli ze śląskimi Bobrzanami, od północy z plemionami Zara, Słupianami, Łużyczanami, od zachodu z Milczanami, a od południa z czeskimi Chorwatami i Pszowianami. Czcili swoją świętą górę – Landeskrone. Istnieją również wzmianki, że w obawie przed naporem Niemców z Marchii Miśnieńskiej i chrześcijaństwa ukryli swojego bożka Flinsa w okolicy Świeradowa-Zdroju w górnym biegu Kwisy.
Plemię wymienione w IX w. w Geografie Bawarskim. Dopisek przy nazwie łacińskiej "civitates II" oznacza że wg spisu sporządzonego przez mnicha zwanego Geografem Bawarskim "Bezunzane" posiadali dwa grody. Przypuszczalnie u schyłku IX lub w X wieku wchłonięci zostali przez Milczan.

## Literatura
- Szkice Górnołużyckie tom 2 W. Bena, U. Zubrzycka, P. Zubrzycki, K. Fokt,  ISSN 1642-5529, Zgorzelec 2004